# Стейтлайн
Сте́йтлайн (англ. Stateline) — статистически обособленная местность на юго-восточном берегу озера Тахо в округе Дуглас, штат Невада, США. Население составляет 842 человека согласно переписи 2010 года. Количество населения значительно «раздувается» во время напряжённого зимнего и летнего сезонов, — из-за большого количества снимаемых номеров в гостинице и арендаторов жилья.

## Достопримечательности
В городе действует пять казино, четыре из которых квалифицированы как курорты.
Многие гостиницы в соседнем городке Саут-Лейк-Тахо, штат Калифорния, организуют автобусные рейсы, чтобы возить жителей в казино в Стейтлайне, поскольку коммерческие игорные заведения запрещены в Калифорнии, кроме тех, которые построены в индейских резервациях, — казино пользуются огромной популярностью у жителей штата Калифорния из-за стратегического расположения Стейтлайна.

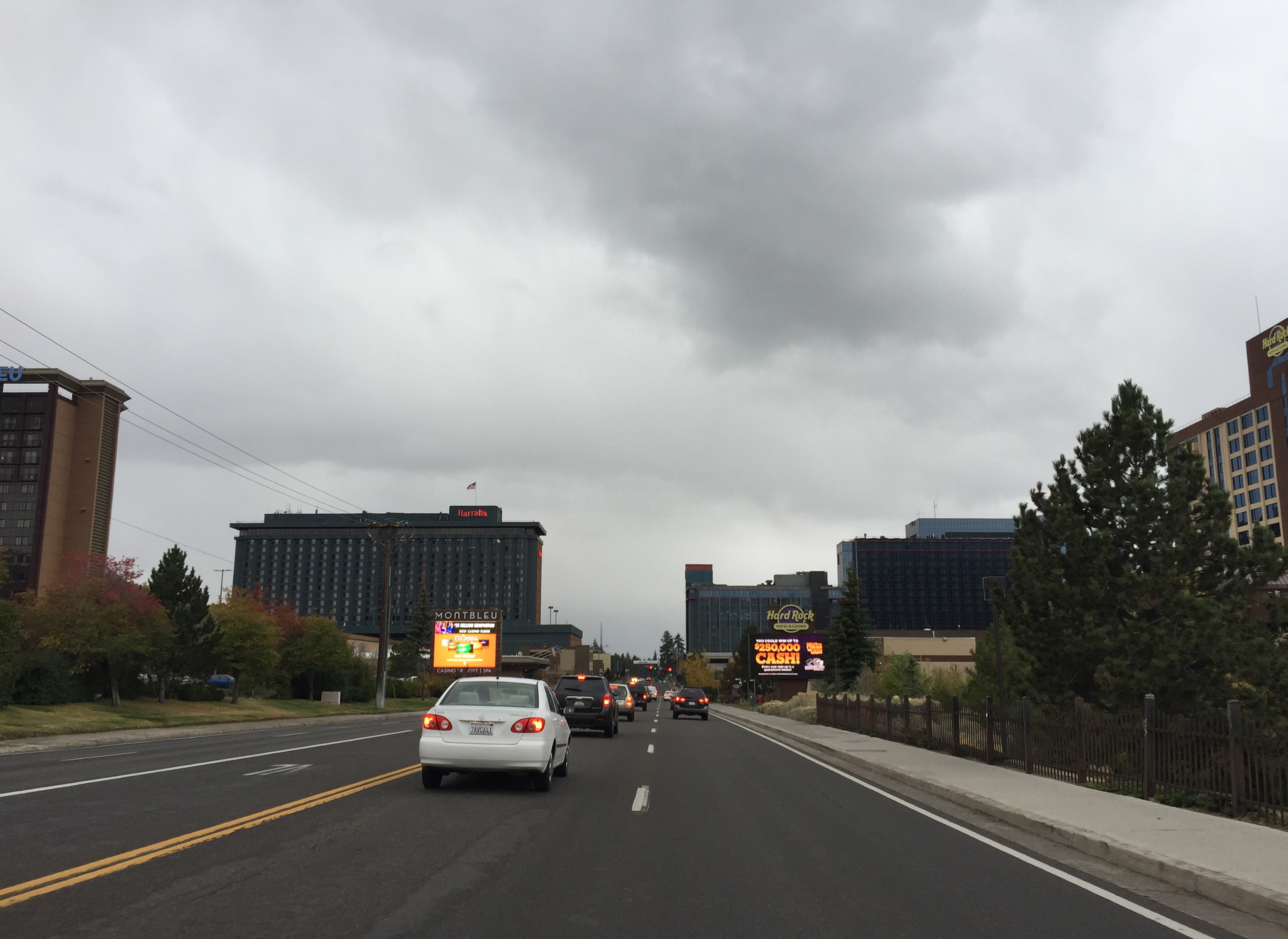
Вид на запад вдоль шоссе 50 в центре Стейтлайна

Другой известной особенностью Стэйтлайна является автодорога Кингсбери («англ. Kingsbury Grade»), которая поднимается от озера Тахо и проходит через перевал, спускаясь с другой стороны, в Гарднервилле. 

Маршрут в зимние месяцы может быть сложным, и в это время необходимы цепи противоскольжения. Большие транспортные средства обязаны разрешать обгон, когда пять или более транспортных средств собираются в очередь за ними.

## Знаменательные события

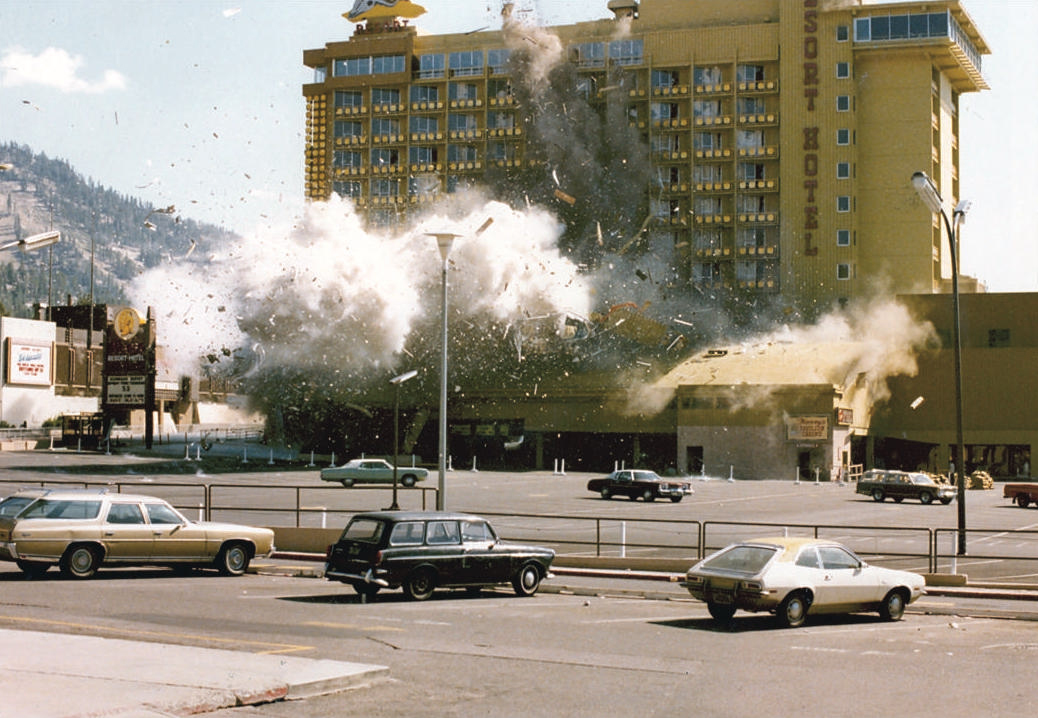
Взрыв бомбы в Harvey’s Resort Hotel

- В Курортном отеле Харви (англ. Harvey's Resort Hotel bombing) в течение 2 дней происходил процесс обезвреживания бомбы, начиная с 26 августа 1980 года. Мероприятие закончилось, когда бомба случайно взорвалась во время попытки разминировать её. В результате, Северная сторона здания была разрушена.
- Во второй половине дня 5 января 1998 года, на горнолыжном курорте «Хевенли» погиб музыкант и политик Сонни Боно. Во время одиночного катания на лыжах, Боно врезался в дерево на «Орионе», склоне промежуточной категории сложности, со стороны Небесной Невады (Heavenly's Nevada), в Стейтлайне.
- Один человек погиб, двое помощников шерифа получили ранения в результате перестрелки в районе озера Тахо (the high limit area of Harrah's Lake Tahoe) 3 декабря 2005 года[3].
- В 2007 году фильм «Козырные тузы» был снят  в Стэйтлайне, — со множеством видов на побережье из окон номеров люкс пары местных казино.

## География
Стейтлайн расположен в 38°58′14″ с. ш. 119°56′45″ з. д. (38.970512, -119.945714); он расположен на южном берегу озера Тахо, к востоку от границы штатов Калифорния-Невада, от которой он берёт своё название; а также находится неподалёку от города Саут-Лейк-Тахо, Калифорния.
По данным Бюро переписи населения США, CDP имеет общую площадь 0,8 квадратной мили (2,1 км2), из которых 0,7 квадратной мили (1,8 км2) являются землёй, и 0,1 квадратной мили (0,26 км2) (12.82%) — это водная поверхность.

## Транспорт
Американское шоссе № 50 пересекает город в своём пути на восток, в направлении Карсон-Сити; и на запад — в сторону Сакраменто. Невадская Государственная автострада 207 (англ. Nevada State Route 207) соединяет Стейтлайн с Минденом, округ Дуглас, Невада.

## Демография
По переписи в 2000 году было зарегистрировано 1215 человек, 510 семей, и 245 семей, проживающих в CDP. Плотность населения составляла 1,803.3 человек на квадратный километр (700.2/км2). Имелось 562 единиц жилья при средней плотность 834.1 человека на квадратную милю (323.9/км2). Расовый состав в CDP был: 73.66% белых; 1.23% афроамериканцев, 0.66% коренных американцев, 8.15% азиатов, 0.16% выходцев с тихоокеанских островов, 13.00% представителей других наций, и 3,13% — от двух или более наций. Латиноамериканцев или испаноговорящих (любых наций) — 28.97% населения.
Согласно переписи, проживало 510 семей, из которых 25.7% имели детей в возрасте до 18 лет, проживающих с ними; 33.7% были супружеские пары, живущие вместе; в 7.3% семей женщины проживали без мужей, и 51,8% не имели семей. 36.3% всех домохозяйств состоят из отдельных лиц и 9,2%, которые были в возрасте 65 лет или старше. Средний размер домохозяйства составлял 2,38 персон и средний размер семьи был 3.24 человека.
В CDP население по возрастам было распределено так:
- с 24.3% в возрасте до 18 лет,
- 8,9% с 18 до 24,
- 35.6% от 25 до 44 лет,
- 23,0% от 45 до 64 лет
- и 8,1%, кто было 65 лет или старше.

Средний возраст жителей составил 35 лет. На каждые 100 женщин приходилось 124.2 мужчин. На каждые 100 женщин возрастом 18 лет и старше приходилось 126.0 мужчин.
Средний доход на одно домашнее хозяйство в статистически обособленной местности составил $28,641, а средний доход на одну семью - $32,167. Мужчины имели средний доход от $28,309 против $20,625 для женщин. Доход на душу населения в статистически обособленной местности составил $16,084. Около 13.4% семей и 12,7% населения жили ниже черты бедности, включая 16.0% тех, чей возрастом был ниже 18 и 8,5% — в возрасте 65 лет и старше.